# パク・スファン
パク・スファン（朴 秀恒、1983年10月11日 - ）は、韓国の俳優、歌手である。身長184cm、体重75kg。血液型B型。
趣味：水上スキー、スノーボード、映画・演劇鑑賞
特技：野球、アクロバット、棒術

## 活動
- 2008年10月10日　　　熊本県合志市市長　表敬訪問
- 2009年2月　　　　　　韓国で歌手デビュー
- 2009年2月21～22日　公式ファンミーティング in Seoul
- 2009年04月　　　　　1stミニアルバム　愛してるじゃないか（サランハジャナ）発売
- 2009年4月11日　　　熊本県合志市にて日本でのデビューコンサート
- 2009年5月　　　　　コリアジュニアスターアワーズ　新人賞　受賞
- 2009年7月4日　　　　パクスファンディナーショー　inロマネスクリゾート菊南
- 2009年09月　　　　　韓国芸能人野球オールスター戦参加
- 2009年11月27日　　2YJ　1st Concert in　kumamoto 『和』
- 2010年3月　日韓共同ドキュメント映画出演『弁護士・布施辰治』
- 2010年3月　2010年『忠清道訪問』の年広報大使任命
- 2010年4月　コンサートin福岡『和』ZEPP　fukuoka
- 2010年5月　コンサートin鹿児島
- 2010年5月　コンサートin大分
- 2010年5月　大阪デビュー
- 2010年6月　コンサートin熊本
- 2010年7月　2010ファンミーティングin熊本
- 2011年10月　センイルファンミin熊本（熊本市国際交流会館）

## テレビドラマ
- バリの出来事
- 雪の女王

## 映画
- マハド
- 弁護士・布施辰治

## CM
- ワールドカップ、KTF(携帯会社、三星キャノックス、ビバルディーパーク

## CD
- The 1st Story...
- The story 1.

## 受賞歴
- 2009 コリアジュニアスターアワーズ新人賞受賞

所属